# Jens Keith
Jens Keith (Stralsund, 1898 – Berlino Ovest, 27 luglio 1958) è stato un coreografo e attore tedesco.

## Biografia
Nato nel 1898 a Strelasund, una città sullo stretto del Mar Baltico, Jens Keith cominciò a lavorare nel cinema all'inizio degli anni trenta. In circa vent'anni, prese parte a oltre trenta film, soprattutto nelle vesti di coreografo. Debuttò come attore nel 1930 ne Il tigre, dove fu diretto da Johannes Meyer. Sempre con lo stesso regista, fece il suo esordio cinematografico come coreografo nella commedia musicale Die blonde Nachtigall.

## Filmografia

### Coreografo
- Die blonde Nachtigall, regia di Johannes Meyer (1930)
- Das gestohlene Gesicht, regia di Philipp Lothar Mayring e Erich Schmidt (1930)
- Alle soglie dell'impero (Das Flötenkonzert von Sans-souci), regia di Gustav Ucicky (1930)
- Il generale York (Yorck), regia di Gustav Ucicky (1931)
- Boccaccio, regia di Herbert Maisch (1936)
- Il castello di Fiandra (Das Schloß in Flandern), regia di Géza von Bolváry (1936)
- Irene, regia di Reinhold Schünzel (1936)
- Oro nero (Stadt Anatol), regia di Viktor Tourjansky (1936)
- Die göttliche Jette, regia di Erich Waschneck (1937)
- Die Austernlilli, regia di Emmerich Wojtek Emo (1937)
- Fanny Elssler, regia di Paul Martin (1937)
- Un grande amore (Die große Liebe), regia di Rolf Hansen (1942)
- Liebesgeschichten, regia di Viktor Tourjansky (1943)
- Karneval der Liebe, regia di Paul Martin (1943)
- Herr Sanders lebt gefährlich, regia di Robert A. Stemmle (1944)
- Eine Nacht im Separee, regia di Hans Deppe (1950)
- La terza da destra (Die Dritte von rechts), regia di Géza von Cziffra (1950)
- Hochzeitsnacht im Paradies, regia di Géza von Bolváry (1950)
- Schön muß man sein, regia di Ákos Ráthonyi (1951)
- Unter den tausend Laternen, regia di Erich Engel (1952)
- Das Land des Lächelns, regia di Hans Deppe e Erik Ode (1952)
- Tanzende Sterne, regia di Géza von Cziffra (1952)
- Königin der Arena, regia di Rolf Meyer (1952)
- Die Rose von Stambul, regia di Karl Anton (1953)
- Hollandmädel, regia di J.A. Hübler-Kahla (1953)
- Die Kaiserin von China, regia di Steve Sekely (1953)
- Bezauberndes Fräulein, regia di Georg Thomalla (1953)
- Mädchen mit Zukunft, regia di Thomas Engel (1954)
- Clivia
- Das Fräulein von Scuderi, regia di Eugen York (1955)
- Ein Polterabend
- Zar und Zimmermann

### Attore
- Il tigre (Der Tiger), regia di Johannes Meyer (1930)
- Der Schuß im Tonfilmatelier
- Die blonde Nachtigall
- L'anello tragico (Savoy-Hotel 217), regia di Gustav Ucicky (1936)